# منطقة مندسور
مندسور رمزها «MS» (بالإنجليزية: Mandsaur)‏ ، هو تقسيم إداري لدولة الهند تتبع ولاية مدية برديش (بالإنجليزية: Madhya Pradesh)‏ ، مركزها هو مدينة مندسور (بالإنجليزية: Mandsaur)‏ عدد سكانها حسب تعداد سنة 2001 هو 1,183,369 ، مساحتها 5,530 كم² وكثافة السكان 214 لكل كم² .